# Bombus reinigiellus
Bombus reinigiellus (saknar svenskt namn) är en insekt i överfamiljen bin (Apoidea) och släktet humlor (Bombus) som lever mycket isolerat i Sierra Nevada i Spanien.

## Beskrivning
En stor, kraftigt byggd humla med lång kropp, randig i citrongult och svart samt med en vit bakkroppsspets. Honan kan bli 17 till 22 mm lång, arbetare och hanar 13 till 15 mm. Humlan är påtagligt långtungad.

## Ekologi och utbredning
Arten lever på högstäpp och i bergsskog i ett mycket begränsat område i Andalusien i den spanska bergskedjan Sierra Nevada på mellan 1 900 och 3 255 meters höjd. Populationen beräknas inte vara större än ungefär 250 individer fördelade på omkring 36 km2. Hela området där arten kan påträffas utgör 265 km2. Även inom sitt begränsade utbredningsområde är arten mycket ovanlig; den har det minsta utbredningsområdet för alla humlor i västra Palearktis.
Humlan förmodas vara polylektisk; den har iakttagits på fingerborgsblomma, stormhatten Aconitum burnatii och piggtisteln Carduus carlinoides. Arten är aktiv mellan juli och september.

## Status
Bombus reinigiellus är klassificerad som starkt hotad ("EN") av IUCN, och populationen minskar. Främsta hotet är habitatförlust till följd av skogsavverkning och turistindustri. Då arten är en extrem höghöjdsart, är även den globala temperaturhöjningen en begränsande faktor. Den mycket snäva populationen utgör också ett problem för artens fortlevnad.

## Taxonomi
Humlans status som egen art är omstridd. Vissa forskare betraktar den som en synonym eller form av trädgårdshumla (Bombus hortorum).